# Phillimore Island
Phillimore Island ist eine langgestreckte Insel in der Themse nahe Shiplake in Oxfordshire. Die Insel liegt flussaufwärts des Shiplake Lock und gehört zu Berkshire.
Die Insel ist nach der Familie Phillimore, den früheren Besitzern von Shiplake House, dem jetzigen Shiplake College, benannt.